# Jerzy Żurawlew

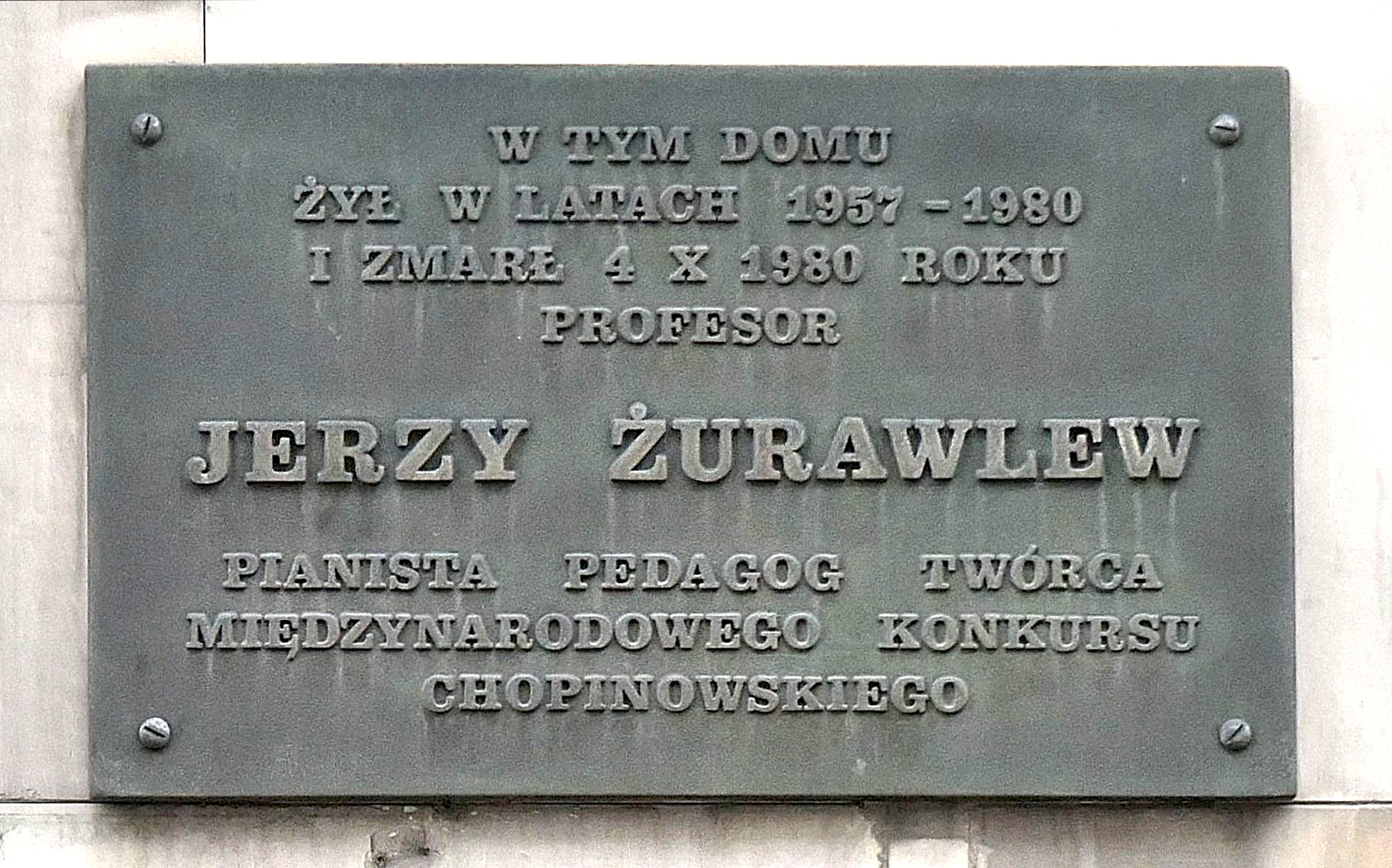
Tablica pamiątkowa przy ul. Mazowieckiej 3/5 w Warszawie

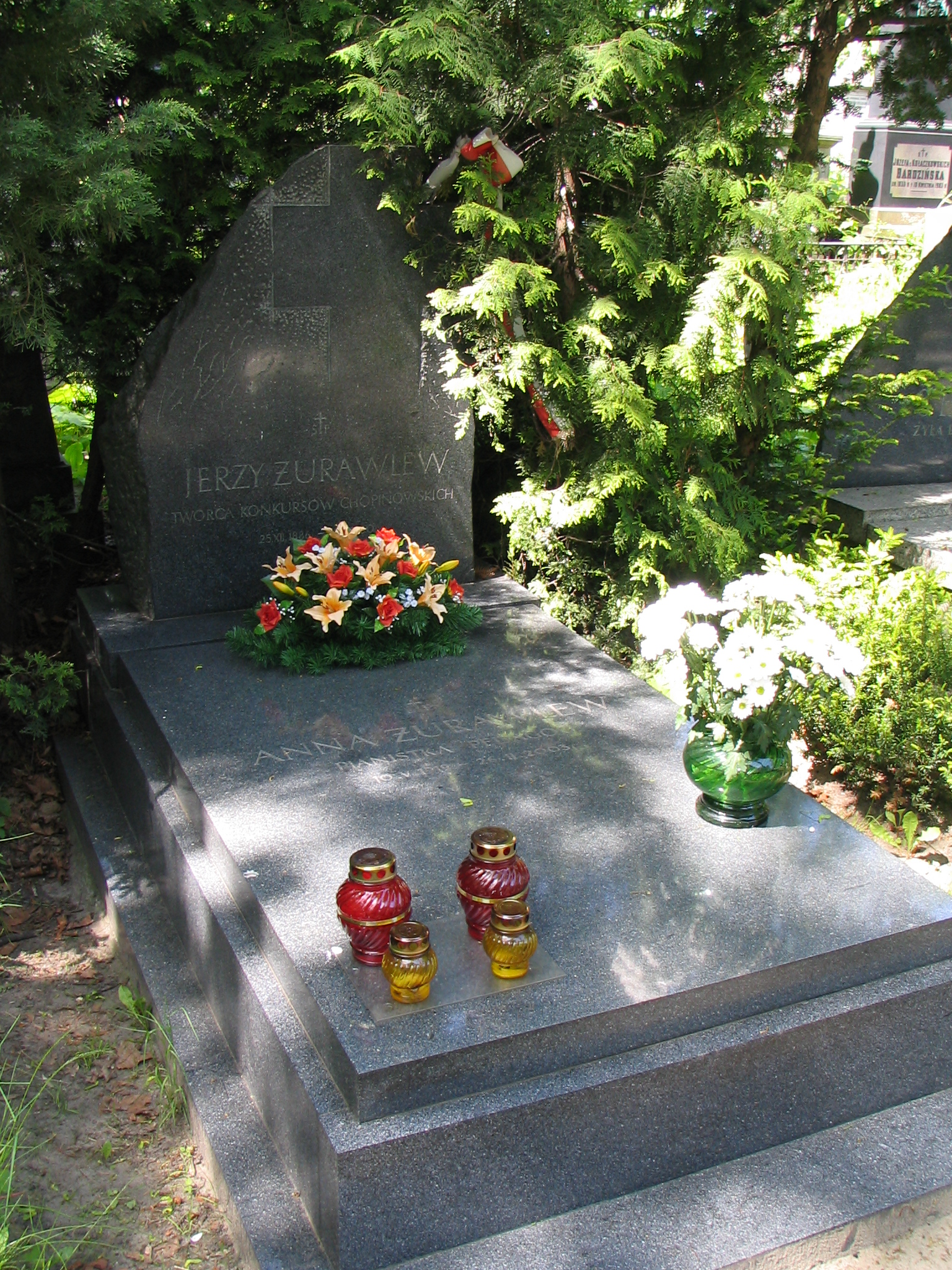
Grób Jerzego Żurawlewa i jego żony Anny na cmentarzu Powązkowskim w Warszawie

Jerzy Żurawlew (ur. 25 grudnia 1886 w Rostowie nad Donem, zm. 3 października 1980 w Warszawie) – polski pianista, kompozytor, profesor, a później rektor Konserwatorium Warszawskiego. Inicjator Międzynarodowego Konkursu Pianistycznego im. Fryderyka Chopina i jego wielokrotny juror.

## Życiorys
Urodził się w ziemiańskiej rodzinie Stanisława i Marii z domu Jakubowskiej. Jego ojciec był Rosjaninem, matka zaś Polką. Gry na fortepianie od 5 roku życia uczyła go matka. Od 1892 lekcje gry na fortepianie pobierał u Władysława Sayer-Waszkiewicza. Mając 8 lat wystąpił w Moskwie przed Ignacym Janem Paderewskim, który przebywał w Rosji na tournée. Po maturze, w latach 1907–1913 studiował w Instytucie Muzyki w Warszawie u wybitnego polskiego chopinisty Aleksandra Michałowskiego. Studia ukończył z wyróżnieniem, zostając jednocześnie profesorem tej uczelni (prowadził klasę fortepianu). Koncertował będąc jeszcze studentem (zadebiutował publicznie w 1910 w Warszawie Koncertem fortepianowym Es-dur Ferenca Liszta), cieszył się opinią pianisty znakomicie interpretującego dzieła Liszta. Świetnie zapowiadającą się karierę przerwała I wojna światowa. W tym czasie poznał swoją pierwszą żonę Zofię, malarkę.
W 1916 założył szkołę muzyczną w Mińsku Litewskim. Po rewolucji 1917 osiadł w Warszawie. W 1920 współorganizował szkołę muzyczną im. A. Michałowskiego w Białymstoku. W latach 1923–1939 pracował w Wyższej Szkole Muzycznej im. F. Chopina przy Warszawskim Towarzystwie Muzycznym. W tym czasie na krótko wrócił do działalności koncertowej. Dzięki wytrwałym staraniom Żurawlewa i finansowym wsparciu jego przyjaciela, przedsiębiorcy i miłośnika muzyki Henryka Rewkiewicza, w 1927 roku odbył się w Warszawie I Międzynarodowy Konkurs Chopinowski dla Pianistów.
Podczas II wojny światowej przebywał w Warszawie, gdzie występował w kawiarniach (m.in. w kawiarni Lardellego), także z towarzyszeniem orkiestry, oraz udzielał lekcji gry na fortepianie. Upadek powstania warszawskiego przyniósł dramatyczne wydarzenia w życiu Żurawlewa, razem z żoną znalazł się w obozie w Pruszkowie. Następnie osiedlił się w Bochni, gdzie jego żona zmarła. W Bochni ożenił się ponownie, ze swoją byłą uczennicą Anną Gerstin. Założona w 1944 przez niego w tym mieście Szkoła Muzyczna I stopnia od 1987 nosi jego imię.
We wrześniu 1945 Żurawlewowie przenieśli się do Gliwic, gdzie oboje pracowali w Instytucie Muzycznym im. Ignacego J. Paderewskiego. Jerzy Żurawlew wyjechał do Łagowa Lubuskiego, gdzie w 1949 roku odbyły się obowiązkowe dla polskiej ekipy pianistów przygotowania i przesłuchania przed pierwszym po wojnie, IV Konkursem Chopinowskim. Następnie w reaktywowanym Konserwatorium Warszawskim profesor objął stanowisko rektora. Żona Anna dołączyła do niego po roku.
Zasługi Żurawlewa dla Konkursu Chopinowskiego zostały w 1950 nagrodzone Państwową Nagrodą Artystyczną I stopnia (zespołową) w dziale muzyki za przygotowanie kandydatów do IV Międzynarodowego Konkursu im. Chopina. Był honorowym członkiem jury, relacjonował wydarzenia z konkursu w radiu.
Zmarł w Warszawie, w czasie kiedy odbywał się X Konkurs Chopinowski. Został pochowany na cmentarzu Powązkowskim (kwatera 1-1-27).

## Ordery i odznaczenia
- Krzyż Komandorski Orderu Odrodzenia Polski (28 kwietnia 1955)[3]
- Złoty Krzyż Zasługi (23 marca 1932)[13]
- Medal 10-lecia Polski Ludowej (25 marca 1955)[14]
- Krzyż Kawalerski Orderu Legii Honorowej (Francja, 1935)[10]

## Upamiętnienie
- Tablica pamiątkowa przy ul. Mazowieckiej 3/5 w Warszawie odsłonięta w październiku 1982[15].